# Manisa (prowincja)
Prowincja Manisa (tur. Manisa ili) – jednostka administracyjna w zachodniej Turcji (Region Egejski – Ege Bölgesi). Zajmuje obszar starożytnej Lydii.

## Dystrykty

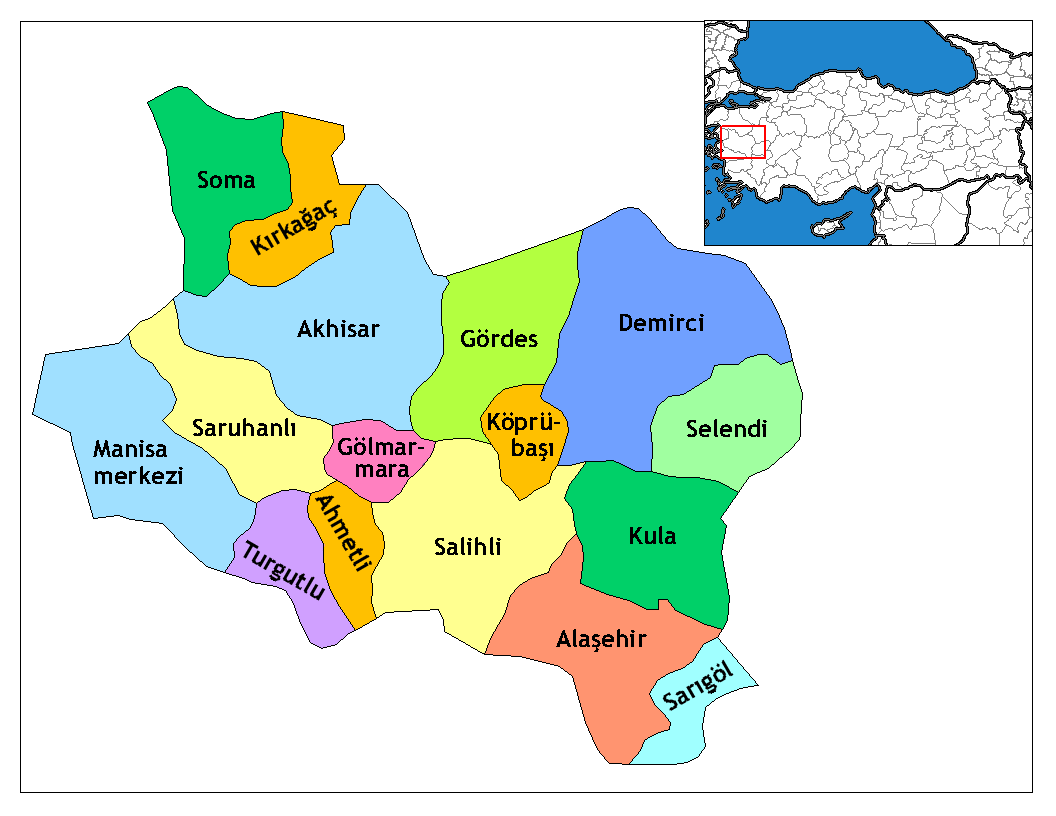
Dystrykty w prowincji Manisa

Prowincja Manisa dzieli się na szesnaście dystryktów:
| - Ahmetli - Akhisar - Alaşehir - Demirci - Gölmarmara - Gördes - Kırkağaç - Köprübaşı | - Kula - Manisa - Salihli - Sarıgöl - Saruhanlı - Selendi - Soma - Turgutlu |